# Luis Seoane
Luis Seoane López (Buenos Aires, 1 de junio de 1910-La Coruña, 5 de abril de 1979) fue un dibujante, pintor, grabador y escritor argentino-español.

## Biografía

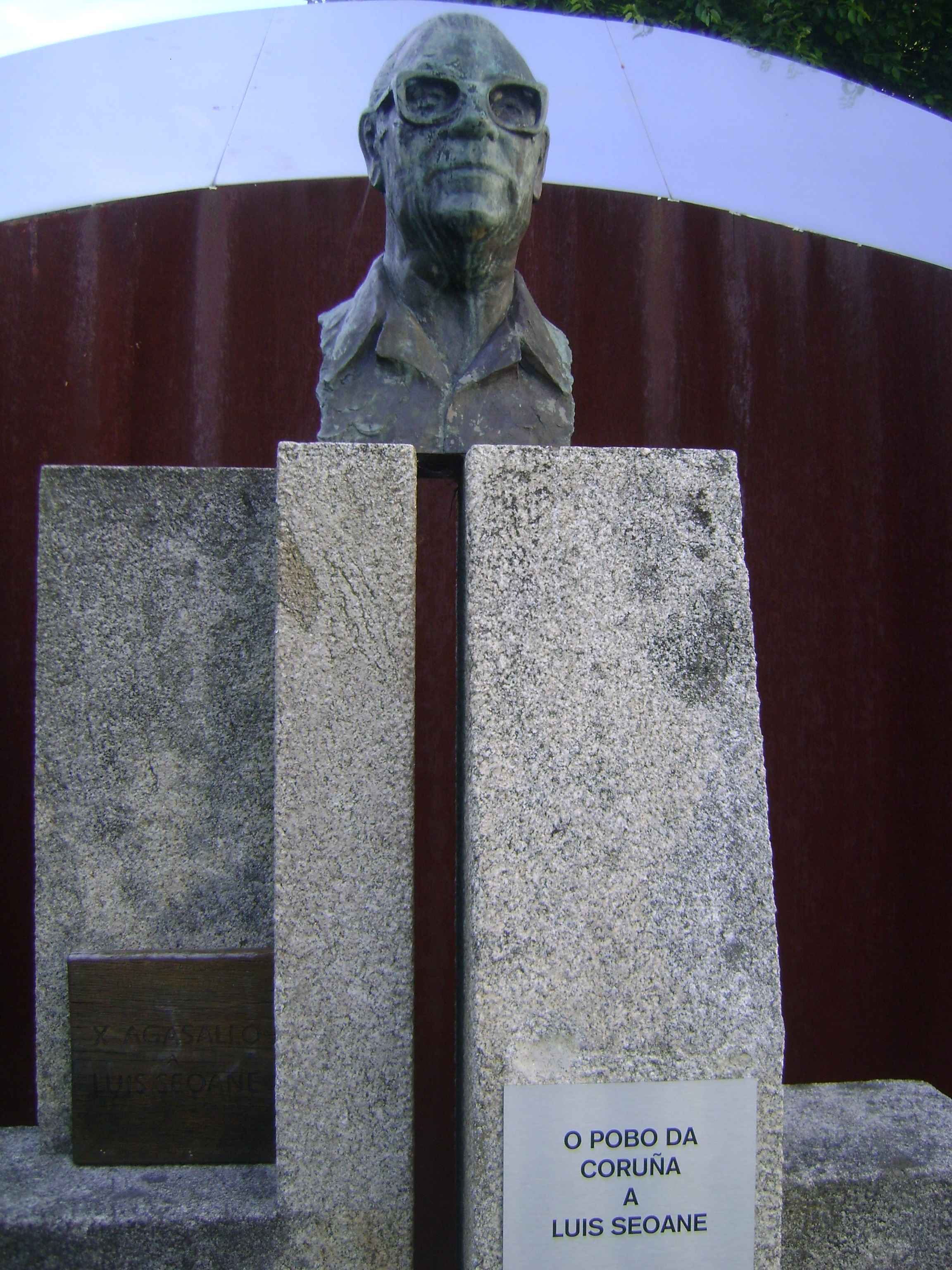
Busto de Luis Seoane en la plaza homónima, La Coruña.

Nació en Buenos Aires, hijo de emigrantes, y en 1916 se instaló en La Coruña. Hizo el bachillerato en La Coruña y estudió Derecho en Santiago de Compostela. Allí participó en la actividad política y cultural estudiantil. Ejerció de abogado laboralista en La Coruña y fue miembro del Partido Galeguista.
Según el historiador y periodista Carlos Fernández Santander, Seoane podría ser el autor que, bajo el pseudónimo de Hernán Quijano, escribió Galicia Mártir - Episodios del terror blanco en las provincias gallegas. Este libro, publicado en París y Argentina en 1938, narra la sublevación militar y la feroz represión en las provincias de Pontevedra y La Coruña entre agosto y diciembre de 1936.
Se estableció en Buenos Aires, donde estuvo en contacto con otros compatriotas exiliados del franquismo, como el pintor Leopoldo Nóvoa y la activista gallega María Miramontes (1895-1968).
Trabajó como pintor para la Galería Gordons de Buenos Aires, siendo su director artístico Roberto Mackintosh, experto y gran conocedor de su obra.
En 1963 empieza con Isaac Díaz Pardo el Laboratorio de Formas, para recuperar la cerámica de Sargadelos, incluyendo Ediciones do Castro, entre otros proyectos.
En 1977 salió un volumen con su obra poética integral.
En las últimas décadas de su vida, alternó la residencia en América con viajes a Galicia. Se le dedicó el Día de las Letras Gallegas en 1994.
Fue nombrado miembro de número de la Academia Nacional de Bellas Artes.

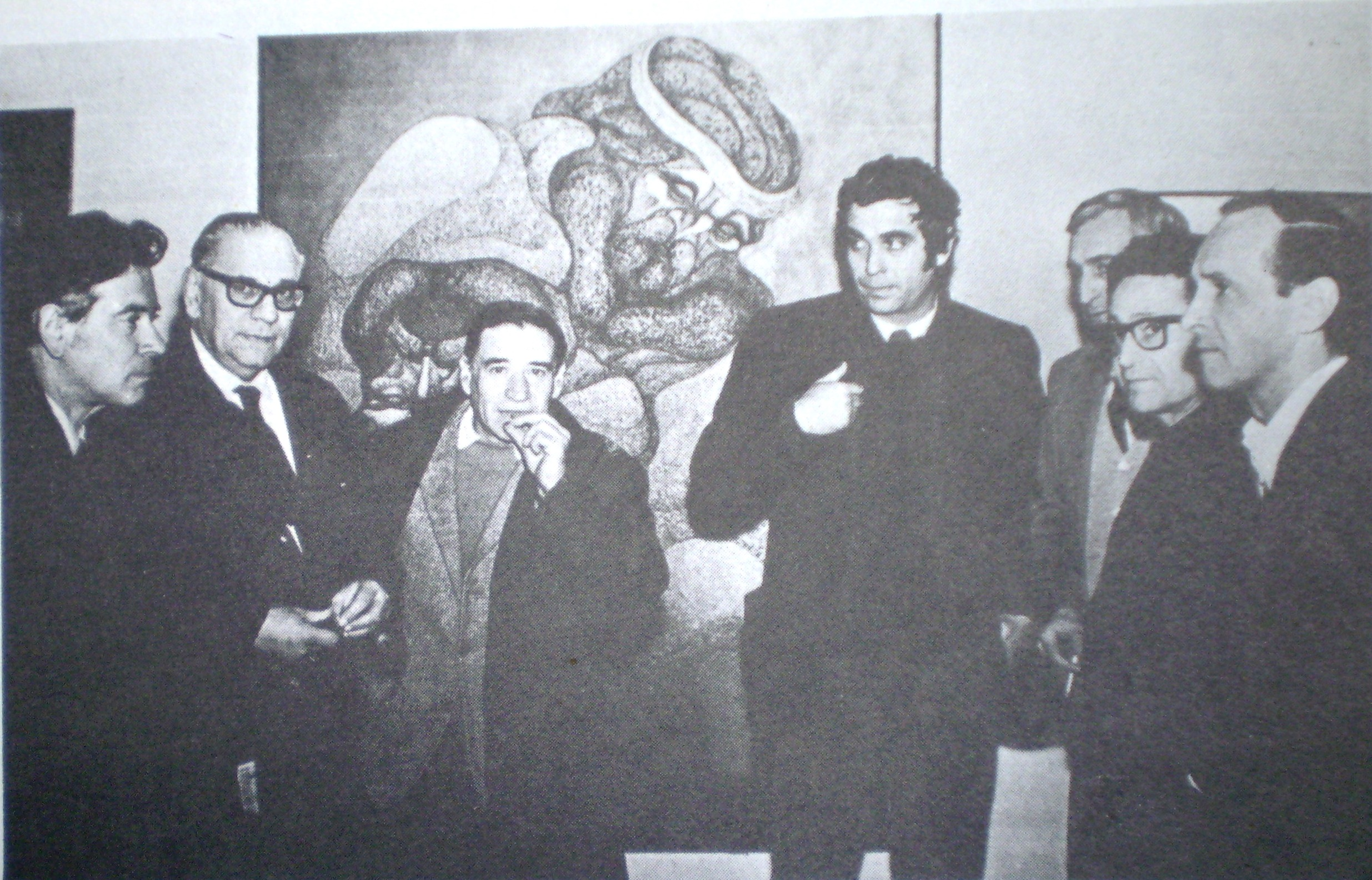
Leopoldo Presas, Luis Seoane, Santiago Cogorno, Carlos Alonso, Pedro Pont Verges, Juan Grela y Ricardo Carpani.

## Obra en gallego
Poesía
- Fardel d'eisilado (Buenos Aires, Ediciós Anxel Casal, 1952)
- Na brétema, Sant-Yago (Buenos Aires, Ediciones Botella al Mar, 1956)
- As cicatrices (Buenos Aires, Editorial Citania, 1959)

Narración
- Tres follas de ruda e un allo verde (inédito). Publicado en traducción castellana: Tres hojas de ruda y un ajo verde (Buenos Aires, Ediciones Botella al Mar, 1948)

Teatro
- A soldadeira (inédita). Publicada en traducción castellana: La soldadera (Buenos Aires, Editorial Ariadna, 1957)
- O irlandés astrólogo

Ensayo
- Eiroa (Vigo, Galaxia, 1957)
- Castelao artista (Buenos Aires, Alborada, 1969)

Grabados y dibujos con textos literarios
- Homaxe a un paxaro (La Coruña, Ediciós do Castro, 1969)
- Retratos de esguello (La Coruña, Ediciós do Castro, 1968)
- O meco (La Coruña, Ediciós do Castro, 1963)
- O conde asesino de Sobrado (La Coruña - Buenos Aires, Ediciós Cuco-Rei, 1971)

## Obra en castellano
- Figurando Recuerdos. Buenos Aires: Editorial Citania, 1959. (Con prólogo del autor y una selección de dibujos en color publicados en la revista Galicia Emigrante). Se imprimieron 45 ejemplares numerados y firmados por el autor.
- Paradojas de la Torre de Marfil. Buenos Aires: Ediciones Botella al Mar, 1952.
- 32 Refranes Criollos Editorial Universitaria de Buenos Aires, 1965. (Con prólogo de León Benaros y 32 refranes ilustrados con estampas de grabados originales en madera realizados por Luis Seoane).

## Fundación Luis Seoane
A mediados de los años noventa, a partir de los fondos conservados por la viuda de Seoane, Maruxa, se creó la Fundación Luis Seoane en La Coruña, que desde entonces realiza y promueve muestras sobre su obra y su época. Así, en 2003 se realizó una gran retrospectiva en el Centro Gallego de Arte Contemporáneo (CGAC) en Santiago de Compostela, que luego se llevó al Museo de Arte Moderno de Buenos Aires. Se realizaron otras sobre su pintura, obra gráfica, carteles y libros ilustrados. Entre las más relevantes sobresale la titulada "Buenos Aires. Escenarios de Luis Seoane" (octubre-diciembre de 2007), en la propia Fundación Luis Seoane, que recreó la ciudad y el entorno de Seoane en la capital argentina, publicándose a la par un libro-catálogo con el inventario más completo existente sobre los murales del artista en Buenos Aires (más de 50), la más extensa cronología hecha hasta la fecha, varios textos de autores argentinos y gallegos, y todas las obras que integraron la muestra.